# Штрауман, Бруно
Бруно Штрауман (нем. Bruno Straumann; 1889 — 1973) — швейцарский скрипач, органист, хоровой дирижёр и композитор.
Ученик Карла Флеша и Адольфа Буша. Известен, прежде всего, как последний исполнитель партии второй скрипки в знаменитом Квартете Буша — с 1946 г. до смерти лидера квартета в 1952 г. Участвовал в ряде поздних записей квартета (произведения Мендельсона, Брамса и др.).
В остальное время (как до квартетного периода, так и после) работал преимущественно в Швейцарии. Руководил мужским хором в Дорнахе, преподавал в Базеле, в 1937 г. был одним из составителей «Базельской книги песен» (нем. Basler Singbuch) — популярного сборника для школьных хоров. В 1968—1970 гг. возглавлял камерный ансамбль «musica viva Basel».
Автор ряда песен (в том числе на стихи Германа Гессе).